# 五官争谦
《五官争谦》是马季创作的相声，是马季另一相声《五官争功》的续集。表演者为马季、赵炎、冯巩、刘伟、王金宝、王谦祥、李增瑞、戴志诚、郑健共9人。

## 内容
这个相声是《五官争功》的续集，说的是马季再次看到自己的五官，他们对自己上次（五官争功）的表现表示歉意，并且开始谦虚。不同于前者，《五官争谦》的所有五官都是以“左右”、“上下”为分别的。如“左鼻子眼”和“右鼻子眼”。因此表演者成双倍了。